# Lonely Planet
Лонли планет (енгл. Lonely Planet) познати је британски издавач, који се бави туристичким водичима. Основан је 1972. и има око 350 аутора. Седиште се налази у Аустралији.

## Име
Име је добило по погрешном разумевању песме Џоа Кокера Space Captain, када је власник фирме ухватио рефрен лонли планет (усамљена планета) уместо лавли планет (лепа планета). 

## Политика
Аутори књига посебно наглашавају своју објективност и непоткупљивост током истраге терена. Књиге се ажурирају на 1—2 године, зависи од популарности дестинације и фреквентности промјена. 

## Квалитет
Због своје ажурираности, лаке употребе и приступачне цене Лонли планет водичи су најпопуларнији међу туристима и бекпакерима. Књиге имају посебно јако везивање страница како се и приликом честе употребе не би распале.